# Elezioni del Soviet Supremo dell'Unione Sovietica del 1979
Le elezioni del Soviet Supremo dell'Unione Sovietica del 1979 si tennero il 4 marzo.

## Sistema elettorale
Le elezioni furono le prime ad essere regolate dalla Costituzione sovietica del 1977, che ne confermava il carattere diretto, universale, uguale e segreto.
I deputati delle due camere, il Soviet dell'Unione e il Soviet delle Nazionalità, venivano eletti con il sistema maggioritario in circoscrizioni elettorali determinate in base a criteri fissati dalla Costituzione. Il Soviet delle Nazionalità garantiva la rappresentanza di 25 deputati per ogni Repubblica federata, 11 per ogni Repubblica autonoma, cinque per ogni oblast' autonoma e uno per ogni circondario nazionale. Il numero di circoscrizioni così calcolato determinava il numero di circoscrizioni da istituire anche per l'elezione del Soviet dell'Unione: ciascuna di esse doveva fare riferimento ad un ugual numero di cittadini, mentre si superava la precedente corrispondenza di un seggio ogni 300 000 abitanti.
Il diritto di elettorato attivo era garantito dalla Costituzione ai cittadini che avessero compiuto i 18 anni di età, mentre l'età necessaria per essere eletti nel Soviet Supremo dell'Unione era di 21 anni.

## Presentazione delle candidature
Con la nuova Costituzione fu ampliata la platea delle organizzazioni sociali che avevano diritto di avanzare candidature, che andavano dalle sezioni del PCUS ai sindacati, dal Komsomol alle cooperative, dai collettivi dei lavoratori alle assemblee dei militari e a numerosi altri soggetti.

## Risultati
| Coalizione                               | Partito                                 | Soviet dell'Unione | Soviet dell'Unione | Soviet dell'Unione | Soviet delle Nazionalità | Soviet delle Nazionalità | Soviet delle Nazionalità |
| Coalizione                               | Partito                                 | Voti               | %                  | Seggi              | Voti                     | %                        | Seggi                    |
| ---------------------------------------- | --------------------------------------- | ------------------ | ------------------ | ------------------ | ------------------------ | ------------------------ | ------------------------ |
| Blocco dei comunisti e dei senza partito | Partito Comunista dell'Unione Sovietica | 174 734 459        | 99,89              | 549                | 174 770 398              | 99,91                    | 526                      |
| Blocco dei comunisti e dei senza partito | Indipendenti                            | 174 734 459        | 99,89              | 201                | 174 770 398              | 99,91                    | 224                      |
| Contrari                                 | Contrari                                | 185 730            | 0,11               | –                  | 149 783                  | 0,09                     | –                        |
| Schede bianche/nulle                     | Schede bianche/nulle                    | 32                 | –                  | –                  | 40                       | –                        | –                        |
| Totale                                   | Totale                                  | 174 920 221        | 100                | 750                | 174 920 221              | 100                      | 750                      |
| Elettori registrati/Affluenza            | Elettori registrati/Affluenza           | 174 944 173        | 99,99              | –                  | 174 944 173              | 99,99                    | –                        |
| Fonte: Nohlen & Stöver                   |                                         |                    |                    |                    |                          |                          |                          |